# コメツガ
コメツガ（米栂、学名: Tsuga diversifolia）は、マツ科ツガ属の常緑針葉樹。日本の固有種。山岳地に生える。

## 名前と分類
和名のコメツガの由来は「葉が米粒のようだから」と説明されることが多い。学名の種小名 diversifolia は「様々な葉」という意味であり、恐らくは葉の大きさが不揃いであることに由来する。なお、ベイツガと呼んだ場合は米国（アメリカ）産のツガ属樹木という意味で使い、本種とは直接的なかかわりはない。

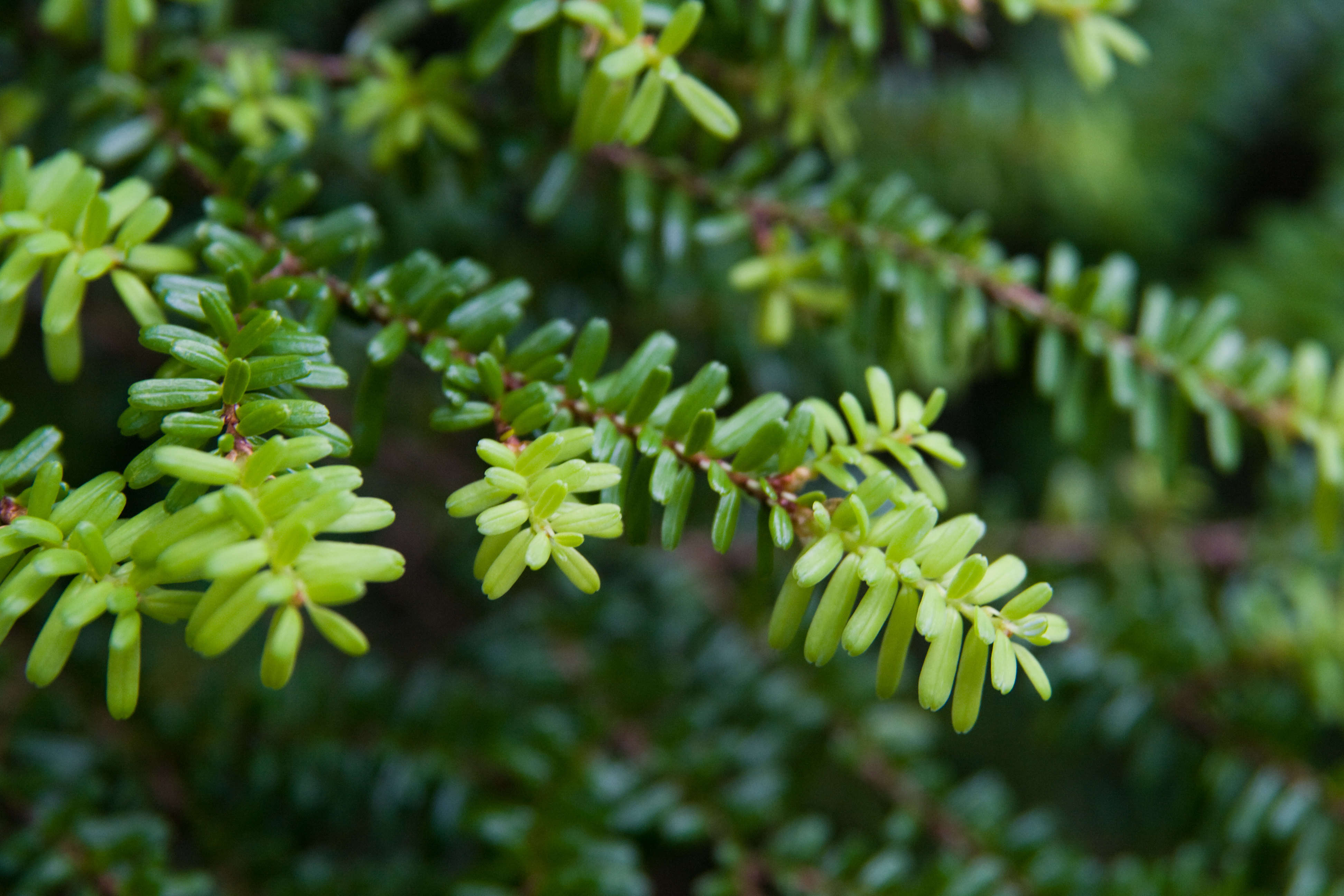
米粒のような葉を付けるコメツガ

## 分布
本州の青森県（八甲田山）から紀伊半島（大峰・大台ヶ原）、 四国（石鎚山・剣山）、九州（祖母山）までの山岳地帯に分布する。ツガ（学名: Tsuga sieboldii）よりも、より標高が高いところに自生する。現在、北海道には分布しないが、ツガ属の化石は見つかっている。第四期更新世（約258万年前から現在）に繰り返された氷期における、降水量の減少に伴う乾燥により絶滅したものと考えられている。

## 形態
常緑針葉樹の高木で、高さは20メートル (m) から、大きいものでは30 mにも達する場合がある。樹形は枝を横に広げて、広い円錐形になる。樹皮は灰褐色から赤褐色で縦に裂け、トウヒ属とやや似ている。樹皮の剥がれ方は、ツガに比べてやや粗い。若い枝は有毛である。
葉は線形で長短があり、モミ属と似ている（ただし葉の付き方がモミ属とは異なる）。冬芽は葉芽、花芽とも小さな卵形で、ツガに比べて丸みがある。
花期は4 - 5月。球果は長さ1.5 - 2.5センチメートル (cm) ほどと小型で、枝先にやや下を向いてぶら下がる。

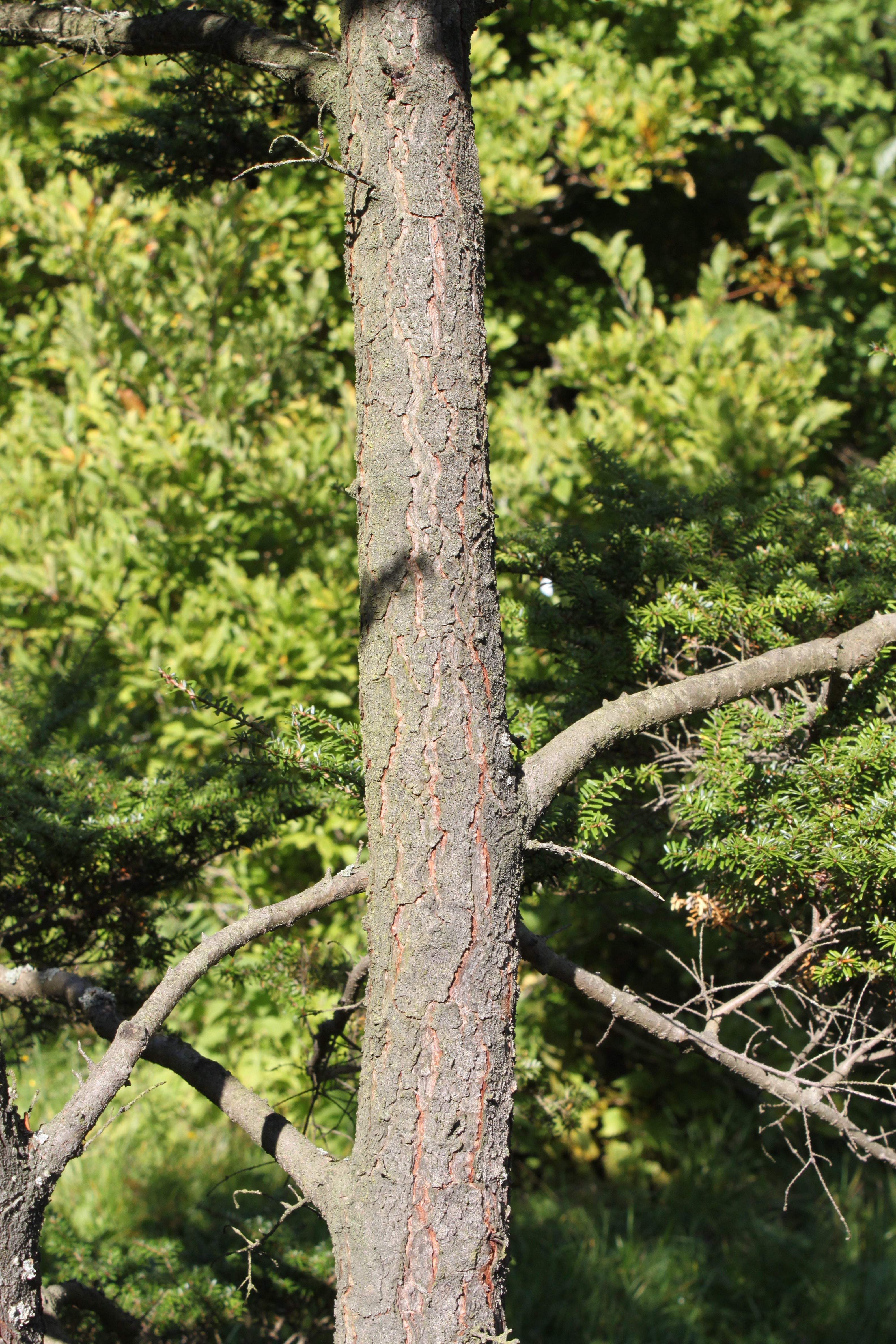
樹皮
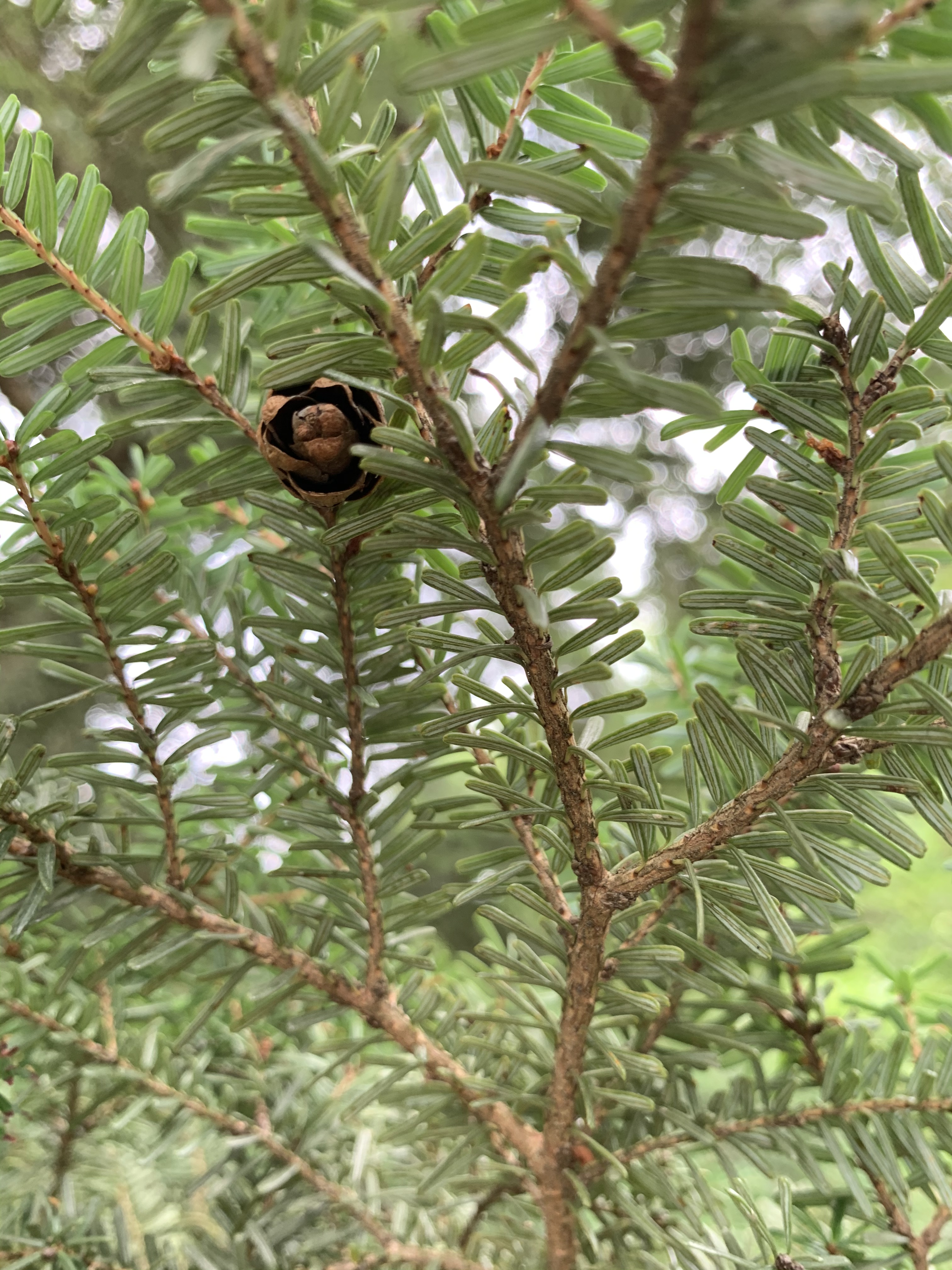
葉の付け根に葉枕が発達する

## 生態
他のマツ科針葉樹と同じく、菌類と樹木の根が共生して菌根を形成している。樹木にとっては菌根を形成することによって菌類が作り出す有機酸や抗生物質による栄養分の吸収促進や病原微生物の駆除等の利点があり、菌類にとっては樹木の光合成で合成された産物の一部を分けてもらうことができるという相利共生の関係があると考えられている。菌類の子実体は人間がキノコとして認識できる大きさに育つものが多く、中には食用にできるものもある。土壌中には菌根から菌糸を通して、同種他個体や他種植物に繋がる広大なネットワークが存在すると考えられている。
ツガ（Tsuga sieboldii）やモミ（Abies firma）が暖温帯と冷温帯の中間付近の気象的なニッチのある場所に出現するといわれることが多い（中間温帯などと呼ばれ、研究者によって認否の差のある理論である）のに対し、コメツガはより寒冷な地域（標高）に分布し、主な範囲は冷温帯上部から亜高山帯にかけてである。
ツガ属やモミ属の多くの種と同じく本種も典型的な陰樹であり、林内に形成されたギャップにおいて稚樹が成長し更新していく。条件の悪い所では倒木更新（nurse log）を採ると見られている。コメツガは土壌の発達が比較的悪い場所でも生育でき、そのような場所で優勢になりやすいことがしばしば指摘される樹種である

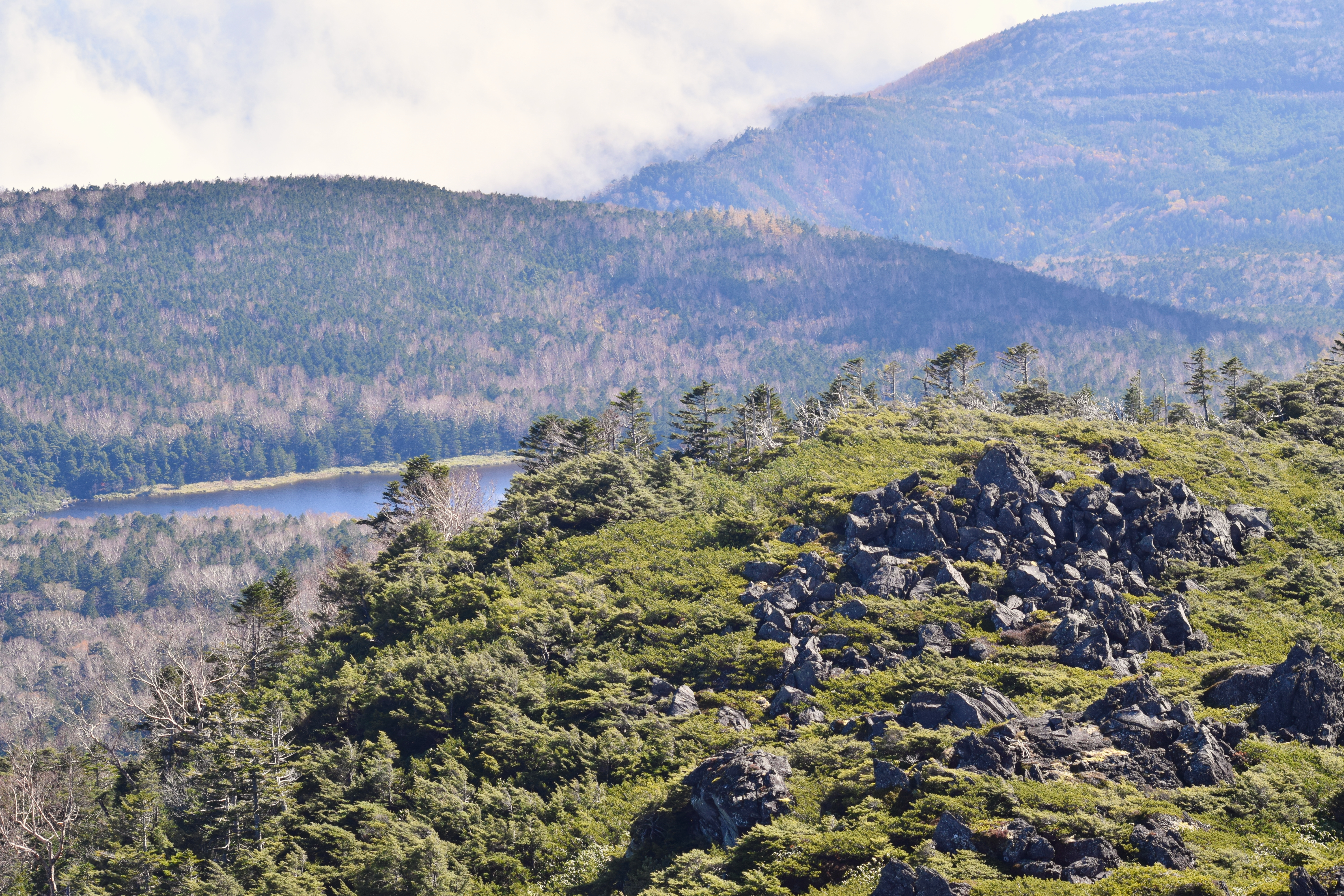
尾根沿いに並ぶコメツガ（長野県北横岳）
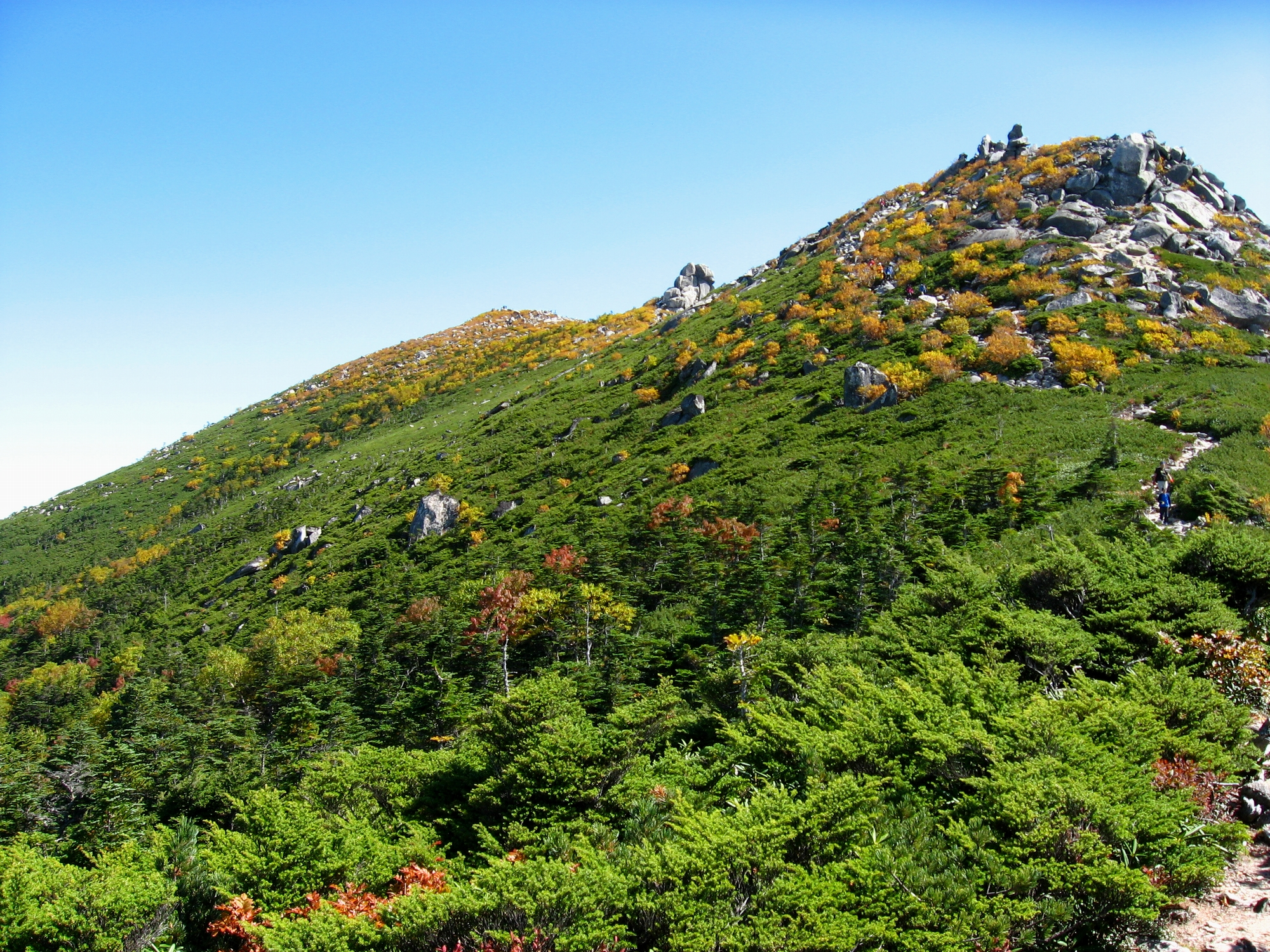
山頂付近に成立したコメツガ群落（画面中央下）
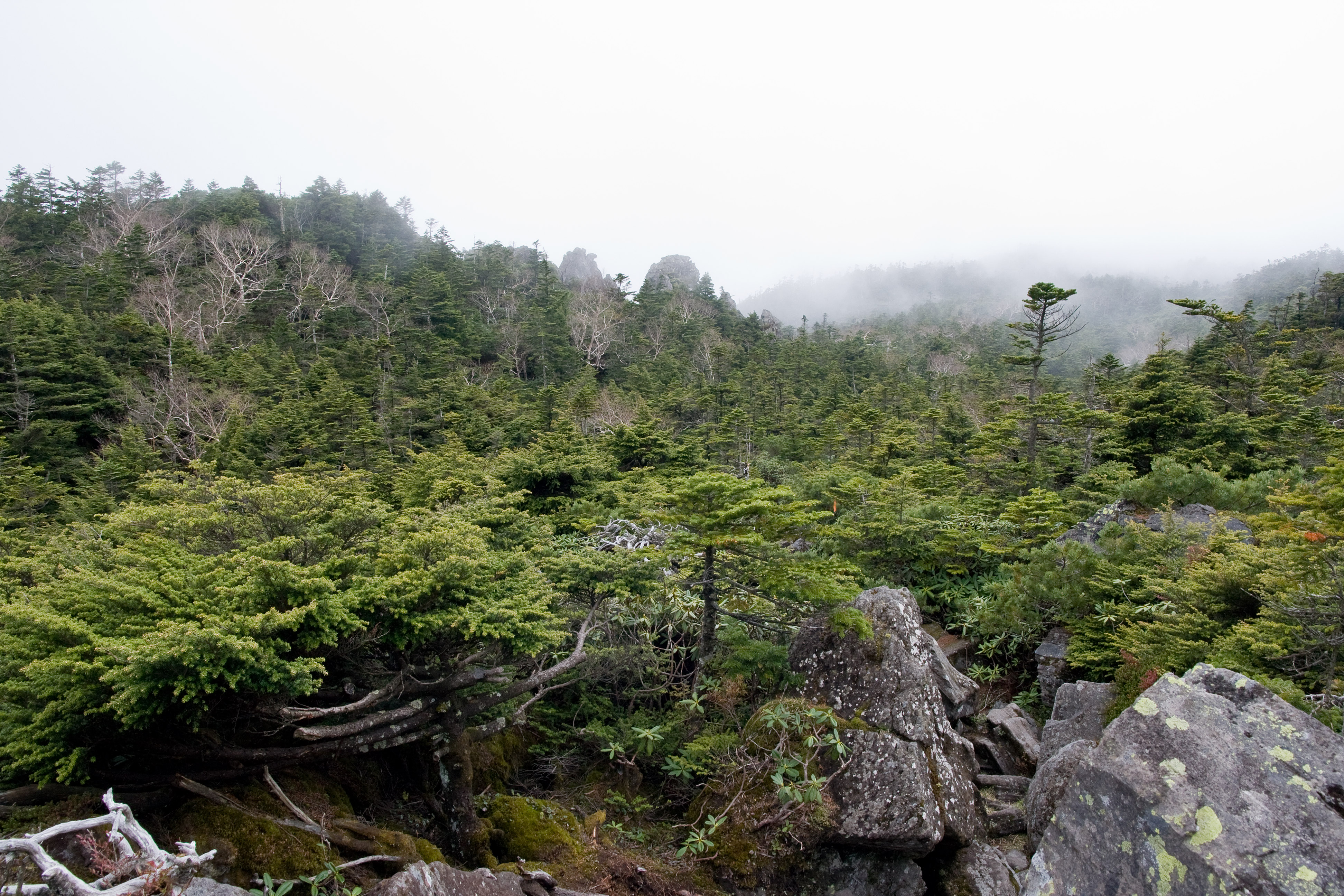
土壌の発達の悪い岩場で優勢になるコメツガ
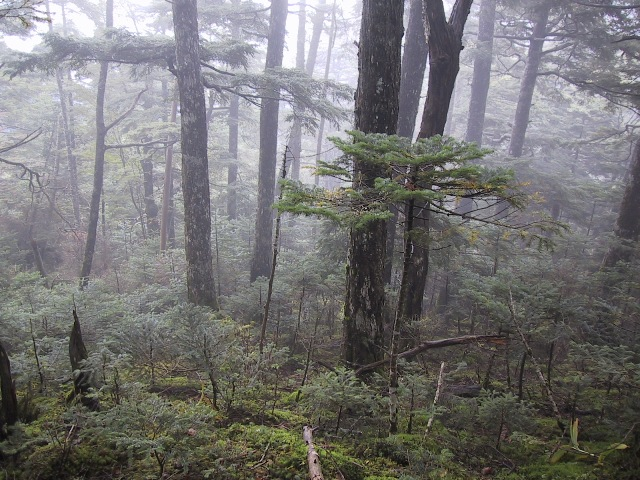
コメツガの純林

## 保全状況評価
LEAST CONCERN (IUCN Red List Ver. 3.1 (2001))
IUCNレッドリストでは1998年版で軽度懸念 (Lower Risk/least concern) に評価され、2013年版では改めて軽度懸念 (Least Concern) とされている。